# Kvarnbäckmossa
Kvarnbäckmossa (Hygrohypnum luridum) är en bladmossart som beskrevs av Jennings 1913. Enligt Catalogue of Life ingår Kvarnbäckmossa i släktet bäckmossor och familjen Amblystegiaceae, men enligt Dyntaxa är tillhörigheten istället släktet bäckmossor och familjen Amblystegiaceae. Arten är reproducerande i Sverige. Inga underarter finns listade i Catalogue of Life.

## Bildgalleri

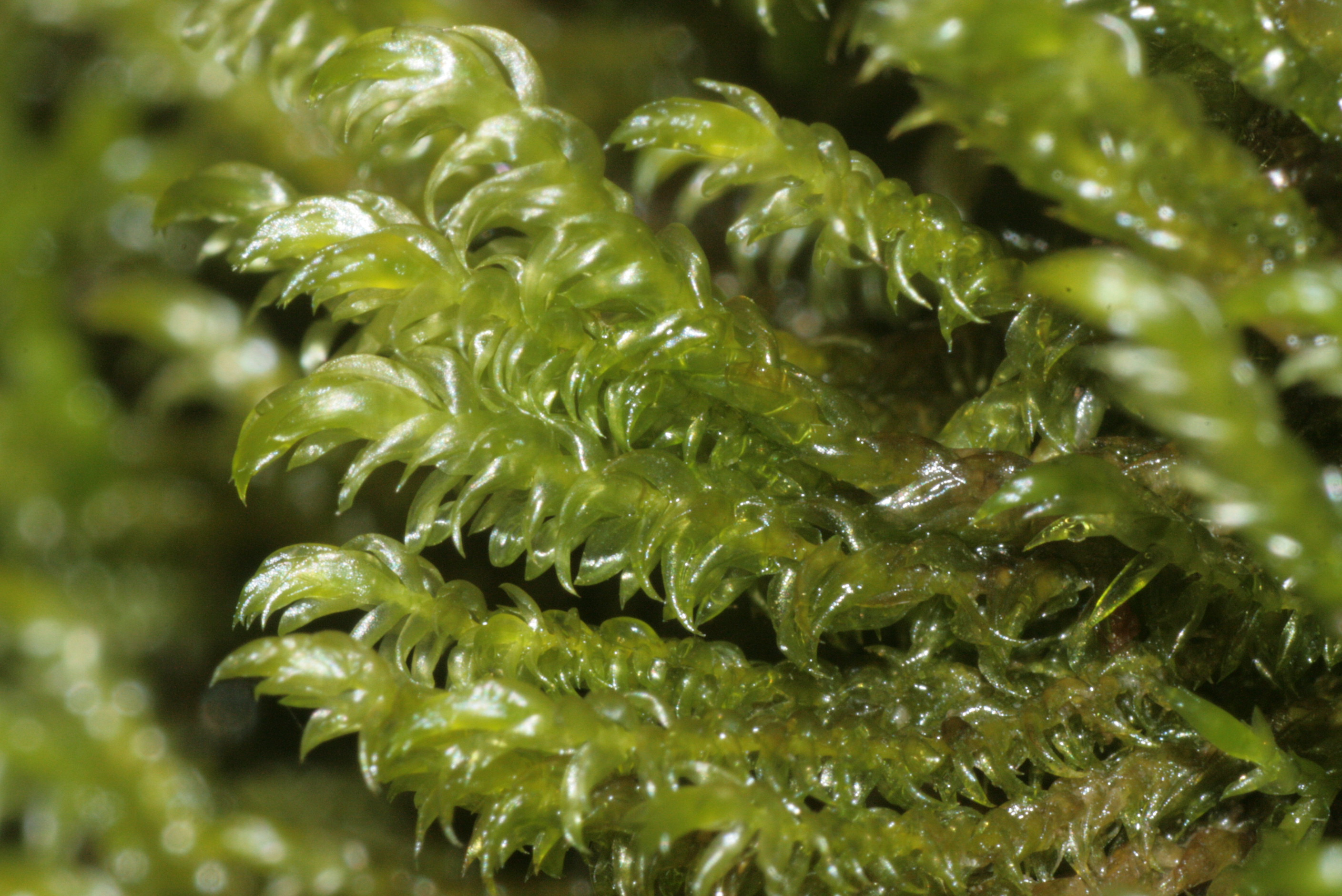
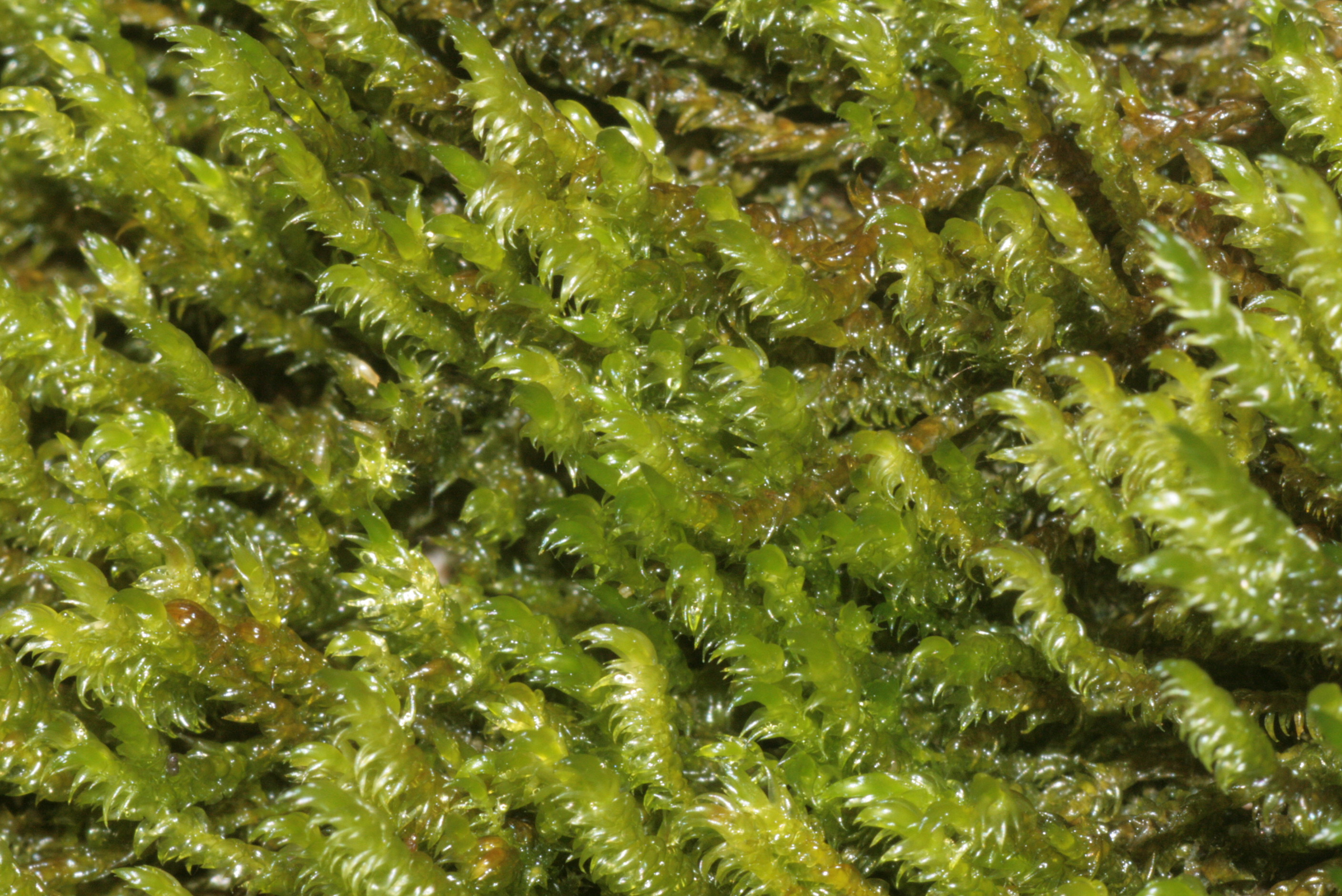
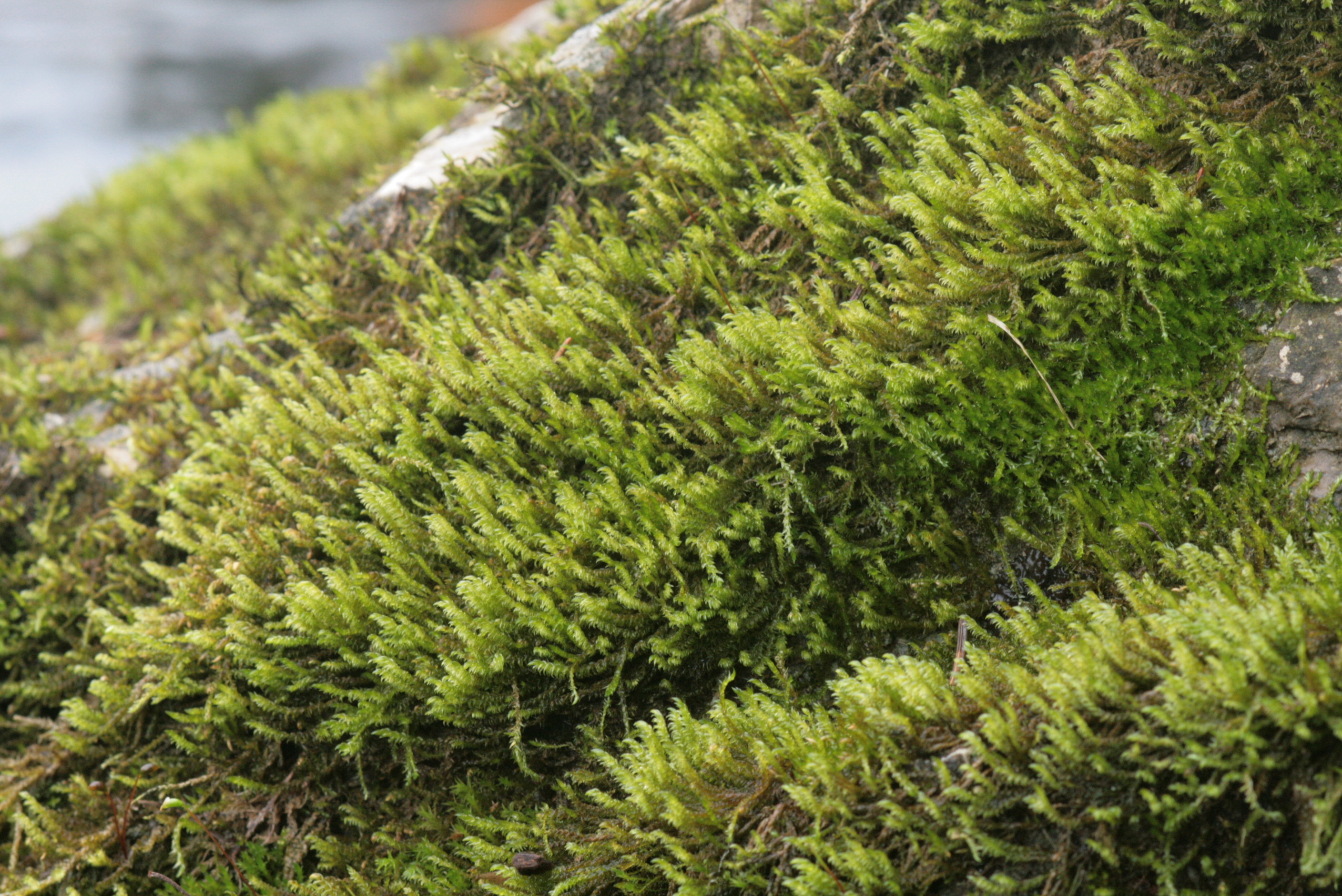
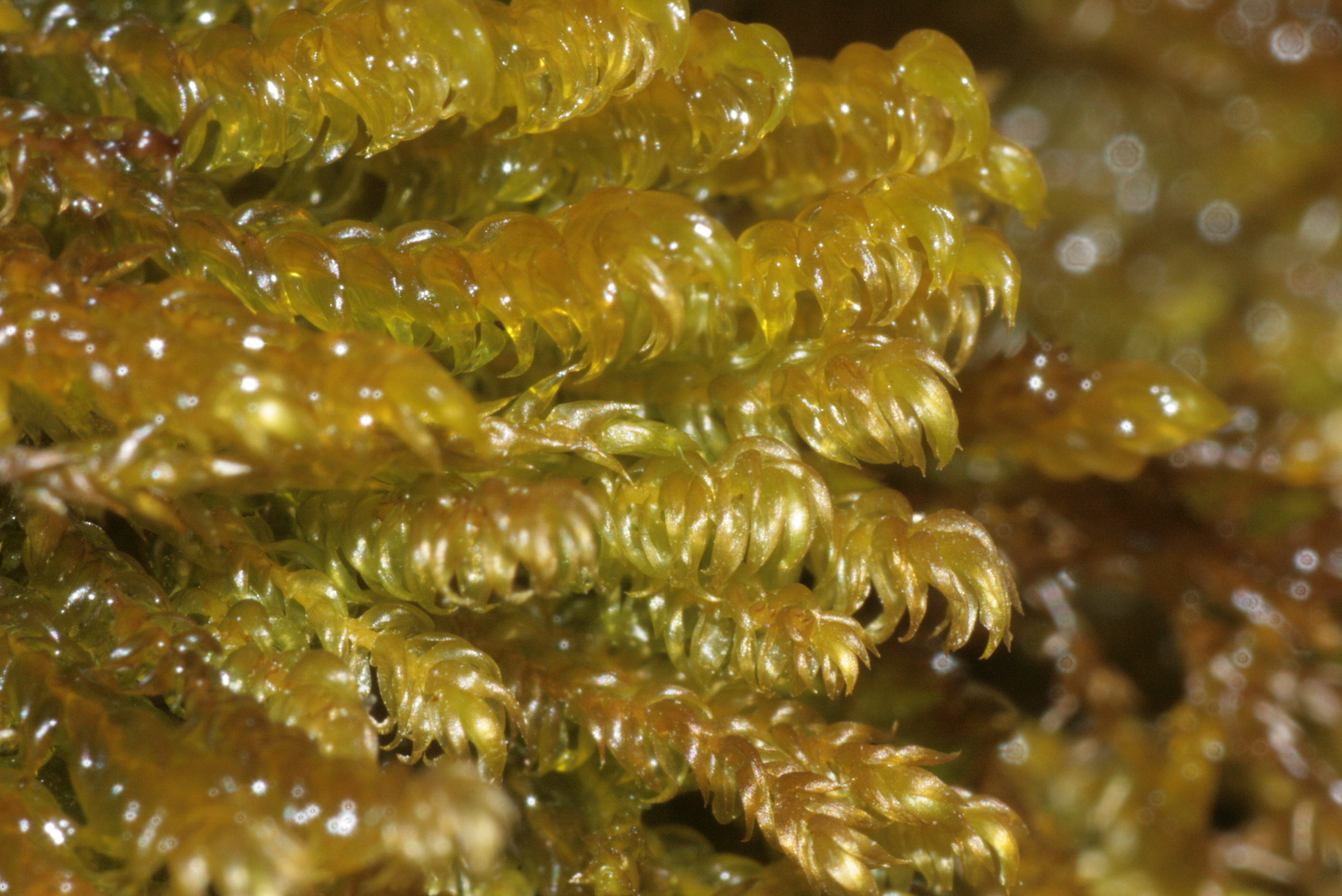
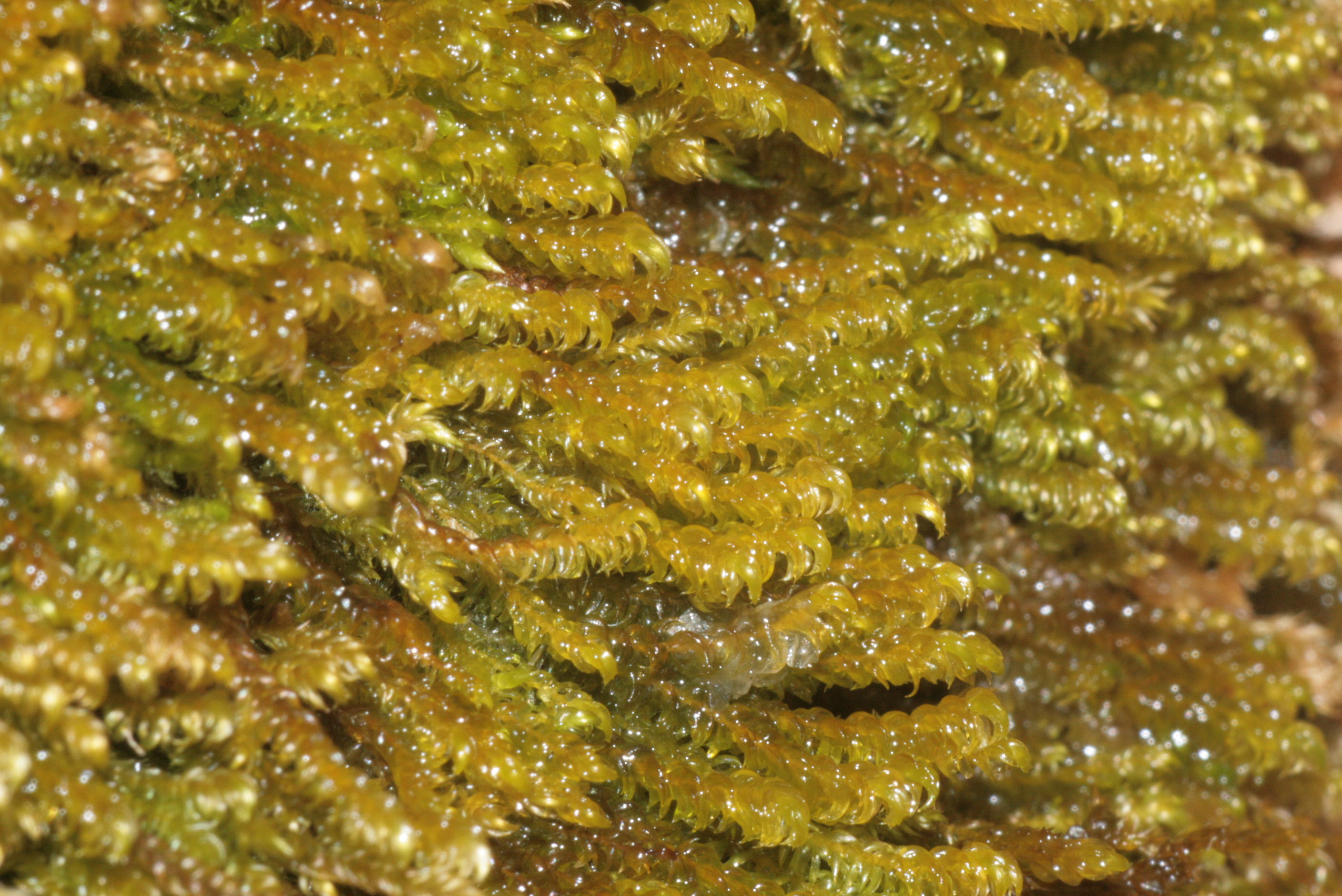
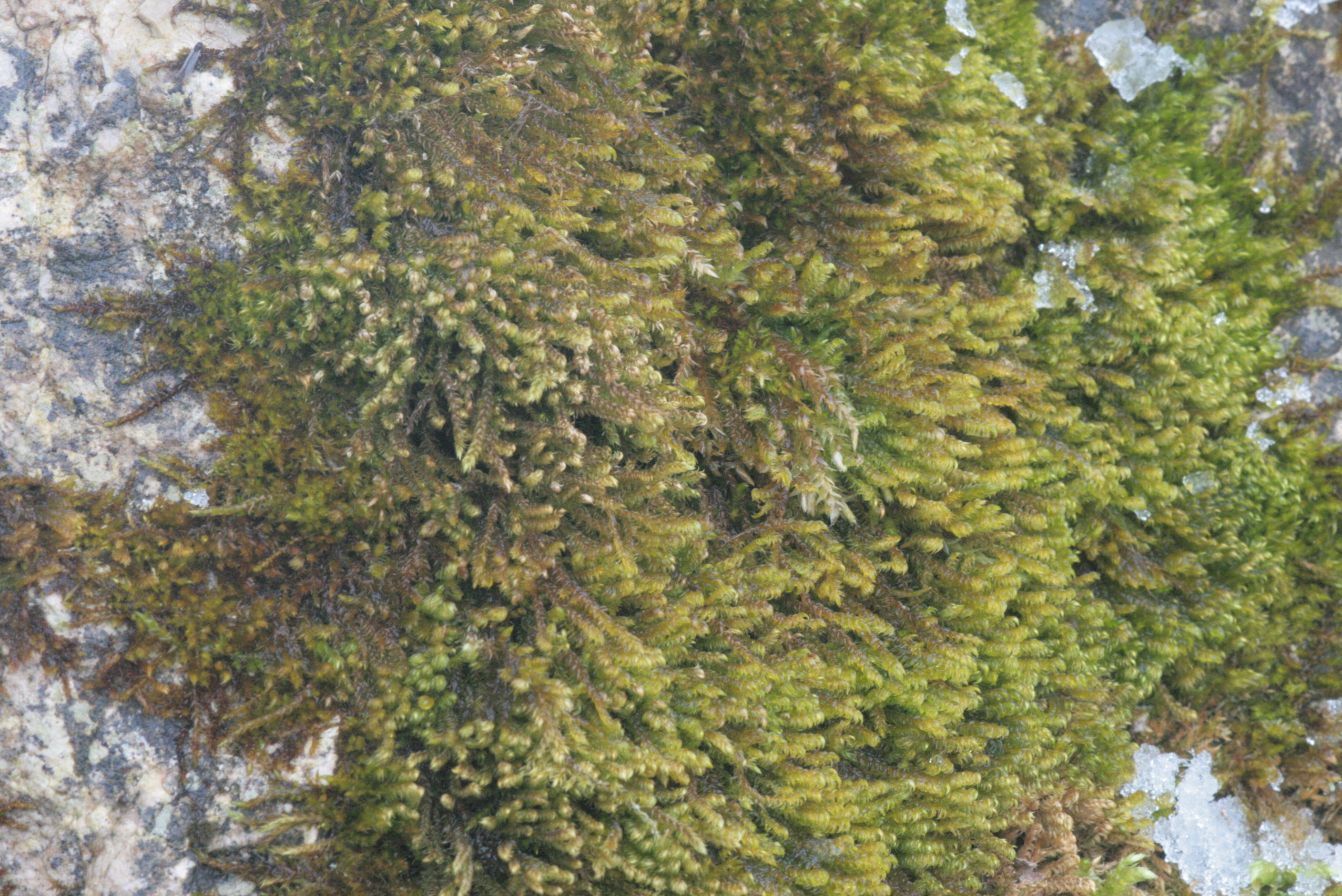